# 巴納姆頓 (密蘇里州)
巴納姆頓（英語：Barnumton）是位於美國密蘇里州康登縣的非建制地區。

## 歷史
巴納姆頓的郵局於1867年設立，其後於1956年停運。

## 地理
巴納姆頓所處的海拔為高於海平面296米（即971英呎），而該地所採用的時區為UTC-6，即北美中部時區（CST）。同時該地設有夏令時間，為UTC-6調快一小時，即UTC-5（CDT）。